# Penitenciarul Târgu Mureș
Penitenciarul Târgu Mureș este o unitate de detenție din Târgu Mureș, județul Mureș, România, aflată în subordinea Administrației Naționale a Penitenciarelor.

## Istoric
Prima închisoare din acest loc s-a numit „Închisoarea Scaunului”, care era situată la aproximativ 300 m de actualul stabiliment pe locul în care a funcționat în secolul al XVIII-lea primaria orașului. Penitenciarul actual a fost deschis în anul 1884 când a fost construit pavilionul de detenție, care avea 32 de camere de deținere. În vremea revoluțiilor și răscoalelor chiliile din cetatea medievală din Târgu Mureș au fost folosite pentru a închide persoanele care necesitau o securitate sporită.

## Activitate
Penitenciarul Târgu Mureș, asemeni celorlalte unități penitenciare are ca principală activitate custodierea persoanelor private de libertate care execută pedepse privative de libertate, pronunțate de instanțele de judecată. De asemenea, în activitatea desfășurată, polițiștii de penitenciare angajați ai untății, depun eforturi pentru a contribui la reintegrarea socială a persoanelor private de libertate.

## Legături externe
- Penitenciarul Târgu Mureș